# Baha Men
Baha Men er navnet på en popgruppe som spiller en nyere form for folkemusik fra Bahamas kaldt junkanoo. Gruppens debutalbum Junkanoo, blev udgivet i 1979 og havde et vældigt traditionelt lydbillede. Snart begyndte de at rette musikken mod et større publikum og det lykkedes endelig med 2000-udgivelsen af Who Let the Dogs Out?, original ved Anslem Douglas. De vandt en Grammy for titelsporet.

## Diskografi

### Studiealbum
| Titel                           | Albumdetaljer                                                                            | Højeste hitlisteplacering | Højeste hitlisteplacering | Certificering       |
| Titel                           | Albumdetaljer                                                                            | US                        | US World                  | Certificering       |
| ------------------------------- | ---------------------------------------------------------------------------------------- | ------------------------- | ------------------------- | ------------------- |
| Electrifying (as High Voltage)  | - Udgivet: 1985 - Pladeselskab: Selvudgivelse - Format: CD, cassette                     | —                         | —                         |                     |
| High Voltage (as High Voltage)  | - Udgivet: 1987 - Pladeselskab: Selvudgivet - Format: CD, cassette                       | —                         | —                         |                     |
| Kick in the Bahamas (Doge Farm) | - Udgivet: 1990 - Pladeselskab: Selvudgivet - Format: CD, cassette                       | —                         | —                         |                     |
| Junkanoo                        | - Udgivet: 29 September 1992 - Pladeselskab: Big Beat - Format: CD, cassette             | —                         | —                         |                     |
| Kalik                           | - Udgivet: 6 September 1994 - Pladeselskab: Atlantic - Format: CD, cassette              | —                         | —                         |                     |
| I Like What I Like              | - Udgivet: 10 June 1997 - Pladeselskab: Mercury - Format: CD, cassette                   | —                         | —                         |                     |
| Doong Spank                     | - Udgivet: 16 June 1998 - Pladeselskab: Mercury - Format: CD, cassette                   | —                         | —                         |                     |
| 2 Zero 0-0                      | - Udgivet: 25 May 1999 - Label: Mercury (Japan) - Format: CD, digital download           | —                         | —                         |                     |
| Who Let the Dogs Out            | - Udgivet: 25 July 2000 - Pladeselskab: S-Curve - Format: CD, cassette, digital download | 5                         | 1                         | - RIAA: 3× Platinum |
| Move It Like This               | - Udgivet: 26 March 2002 - Pladeselskab: S-Curve - Format: CD, digital download          | 57                        | 1                         |                     |
| Holla!                          | - Udgivet: 1 June 2004 - Pladeselskab: S-Curve - Format: CD, digital download            | —                         | —                         |                     |
| Ride with Me                    | - Udgivet: 9 October 2015 - Pladeselskab: Sony Music Latin - Format: Digital download    | —                         | —                         |                     |

### Opsamlingsalbum
| Titel                                | Albumdetaljer                                                                       | Højeste hitlisteplacering |
| Titel                                | Albumdetaljer                                                                       | US World                  |
| ------------------------------------ | ----------------------------------------------------------------------------------- | ------------------------- |
| Greatest Movie Hits                  | - Udgivet: 5 November 2002 - Pladeselskab: Capitol - Format: CD, digital download   | 1                         |
| 10 Great Songs: Who Let the Dogs Out | - Udgivet: 10 September 2010 - Pladeselskab: Capitol - Format: CD, digital download | 4                         |

### Singler
| 1994                                                                         | "Dancing in the Moonlight"  | —  | —  | 42 | —  | 18 | —  | —  | —  | —  |                                  | Kalik                |
| 1995                                                                         | "(Just a) Sunny Day"        | —  | —  | —  | —  | 38 | —  | —  | —  | —  |                                  | Kalik                |
| 1997                                                                         | "That's the Way I Get Down" | —  | —  | —  | —  | —  | —  | —  | —  | —  |                                  | I Like What I Like   |
| 2000                                                                         | "Who Let the Dogs Out"      | 1  | 26 | 14 | 6  | 1  | 6  | 3  | 2  | 40 | - ARIA: Platinum - BPI: Platinum | Who Let the Dogs Out |
| 2001                                                                         | "You All Dat"               | 8  | 59 | —  | 62 | 21 | 86 | 49 | 14 | 94 | - ARIA: Platinum                 | Who Let the Dogs Out |
| 2001                                                                         | "Best Years of Our Lives"   | 49 | 66 | —  | —  | —  | 70 | —  | —  | —  |                                  | Move It Like This    |
| 2002                                                                         | "Move It Like This"         | 76 | —  | 13 | 76 | 11 | 65 | —  | 16 | —  |                                  | Move It Like This    |
| 2002                                                                         | "We Rubbin'"                | —  | —  | —  | —  | —  | —  | —  | —  | —  |                                  | Move It Like This    |
| 2011                                                                         | "Go!"                       | —  | —  | —  | —  | —  | —  | —  | —  | —  |                                  | Non-album single     |
| "—" denotes releases that did not chart or were not released to that country |                             |    |    |    |    |    |    |    |    |    |                                  |                      |